# No (Boris)
No (stilizzato: NO) è un album in studio del gruppo musicale giapponese Boris, pubblicato nel 2020.

## Tracce
1. Genesis – 6:28
2. Anti-Gone – 2:57
3. Non Blood Lore – 3:41
4. Temple of Hatred – 2:06
5. Zerkalo – 5:03
6. HxCxHxC – 2:42
7. Kikinoue – 2:06
8. Lust – 2:51
9. Fundamental Error – 2:44
10. Loveless – 6:41
11. Interlude – 3:00

## Formazione
- Takeshi – basso, chitarra, voce
- Wata – chitarra, voce, effetti, echo
- Atsuo – batteria, voce